# Vigna nigritia
Vigna nigritia är en ärtväxtart som beskrevs av Joseph Dalton Hooker. Vigna nigritia ingår i släktet vignabönor, och familjen ärtväxter. Inga underarter finns listade i Catalogue of Life.